# ドン・キャリス
ドン・キャリス（Don Callis、1963年10月13日 - ）は、カナダ・マニトバ州ウィニペグ出身の元プロレスラー、マネージャー、カラー・コメンテーター。WWFにおけるザ・ジャッカル（The Jackyl）、ECWにおけるサイラス・ザ・ヴァイラス（Cyrus the Virus）などの名義で知られる。
プロレスラーとしてデビューしたが、トークの才能をビンス・マクマホンやポール・ヘイマンに見込まれ、1990年代後半から2000年代にかけてはヒールのマネージャーやコメンテーターとなって活躍した。

## 来歴
マニトバ大学にて政治学の学位を取得した後、トニー・コンデロのトレーニングを受け、1989年にザ・ナチュラル（The Natural）のリングネームでデビュー。コンデロの主宰するWFWA（IWA）にて、"ザ・モデル" リック・マーテルに影響を受けたキザなヒールとして活動し、1990年から1994年にかけて同団体認定のカナディアン・ヘビー級王座を通算5回獲得した。1996年には石川敬士主宰の東京プロレスに初来日している。IWAではドン・カサブランカス（Don Casablancas）とも名乗り、WWFを離脱したリック・マーテルと「ザ・スーパーモデルズ」なるタッグチームも結成した。
1997年9月、軍隊ギミックの大型ユニット「トゥルース・コミッション」のマネージャーとして、ザ・ジャッカル（The Jackyl）の名でWWFに参戦。同年11月9日の『サバイバー・シリーズ1997』では、自身もエリミネーション・マッチに出場している。1998年にはクルガン、ゴルガ、ジャイアント・シルバら巨人レスラーを配下に怪物軍団「ヒューマン・オディティーズ」を編成。オディティーズのフェイスターン後は、ファルークとブラッドショーによるタッグチーム、ヘルズ・ヘンチメン（ジ・アコライツ）の初期のマネージャーを担当した。
WWF離脱後の1999年、サイラス・ザ・ヴァイラス（Cyrus the Virus）と名乗ってECWに登場。当時、ECWとケーブルテレビ局TNNの関係が悪化していたことをギミックに反映させ、TNNが差し向けた監査エージェントという設定のもとヒールのカラー・コメンテーターを担当、ECWの暴力的かつ反道徳的な放送内容に難癖をつけ、放送契約の破棄を脅し文句にマッチメイクにまで横槍を入れるというキャラクターを演じた。また、スティーブ・コリノ、タジリ、ライノらをメンバーに、ザ・ネットワーク（The Network）なるTNNシンパのユニットを組織し、そのスポークスマンも兼任。巨大ネットワークTNNの威光を笠に着た権勢者として、ECW末期における最大の憎まれ役を担った（実際にECWは2000年10月にTNNから番組放送を打ち切られ、翌2001年に活動停止に追い込まれている）。
ECW崩壊後はカナダに戻り、オンタリオ州ウィンザーのインディー団体BCW（ボーダー・シティ・レスリング）に出場、2001年10月10日にテリー・テイラーと組んでカンナム・タッグ王座を獲得した。その後、一時プロレスリング・ビジネスから離れ、大学に復学しMBAを取得している。2003年7月からは、本名のドン・キャリス名義でTNAに登場。MBAをギミックに取り入れ「経営コンサルタント」を自称し、番組や興行の実権を掌握しようとするなど、ECW時代とほぼ同様のキャラクターに扮した。
TNAには2004年まで在籍し、以降はプロレス業界から引退して国際貿易の業務に携わっている。2005年6月10日には、シェーン・ダグラスが主催したECWのリユニオン・イベント "Hardcore Homecoming" にてサイラスの名義で再びコメンテーターを担当、実況アナウンサーのジョーイ・スタイルズとのコンビを復活させた。
2017年1月17日、前任者のスティーブ・コリノに代わり、新日本プロレスワールドの英語解説を務めることが発表された。同年12月からはインパクト・レスリングのカラー・コメンテーターを担当している。

## 獲得タイトル
- WFWAカナディアン・ヘビー級王座：5回[4]
- BCWカンナム・タッグ王座：1回（w / テリー・テイラー）[10]

## 担当ユニット
- トゥルース・コミッション
  - インテロゲーター
  - リーコン
  - スナイパー
- ヒューマン・オディティーズ
  - クルガン
  - ゴルガ
  - ジャイアント・シルバ
  - プリンセス・ルナ
- ヘルズ・ヘンチメン
  - ファルーク
  - ブラッドショー
- ザ・ネットワーク
  - スティーブ・コリノ
  - タジリ
  - ライノ
  - ジャック・ビクトリー
  - スコッティ・アントン（スコッティ・リッグス）
  - ルー・E・デンジャラスリー（サイン・ガイ・ダッドリー）